# Woldstedtius nigrolineatus
Woldstedtius nigrolineatus là một loài tò vò trong họ Ichneumonidae.